# Laska marszałkowska (Polska)

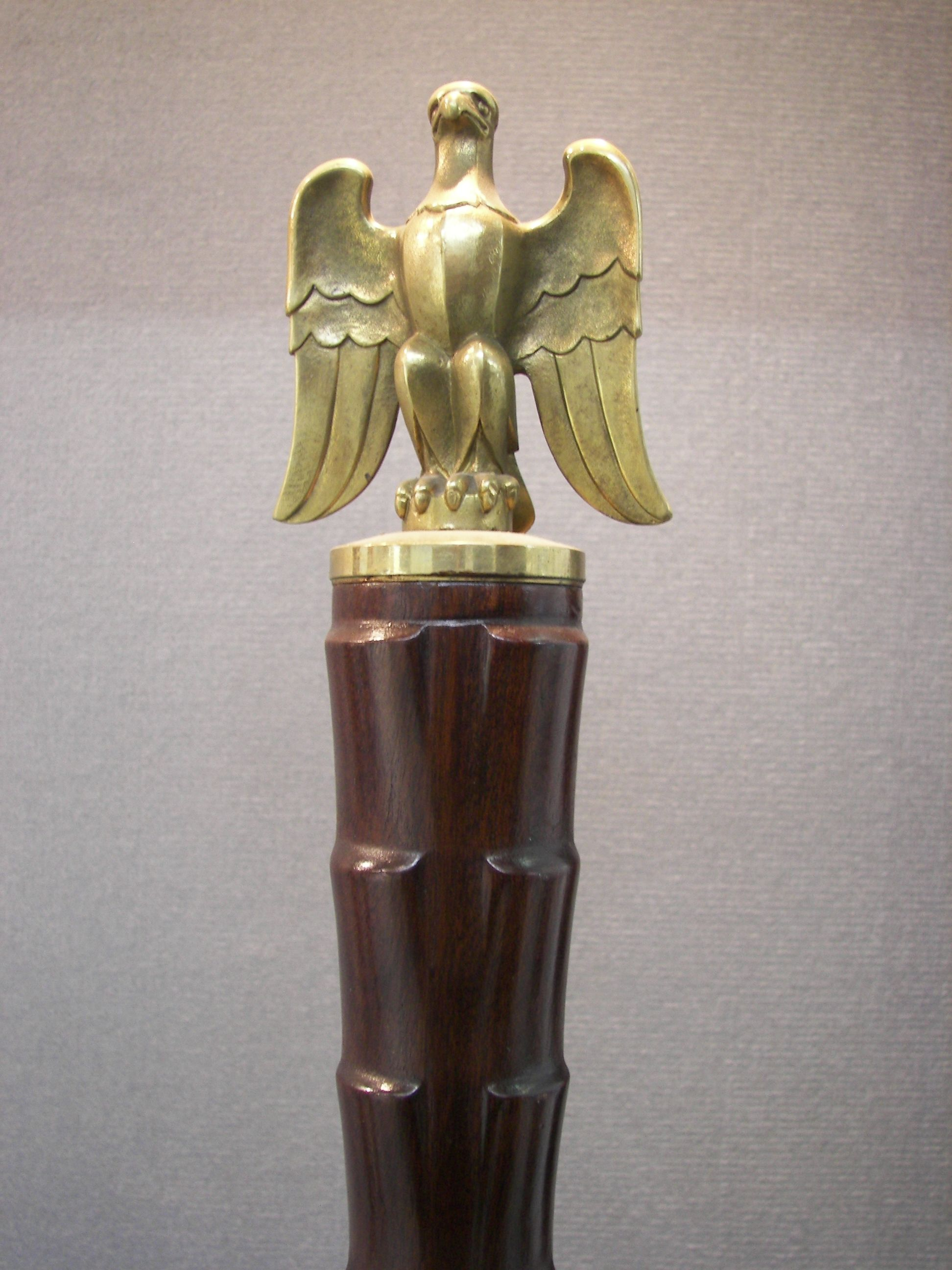
Głownia laski Marszałka Sejmu używana w latach 1989–1993. Projektowali Wacław Wojciechowski,Tadeusz Łopieński oraz Jan Bohdan Chmielewski (1971)

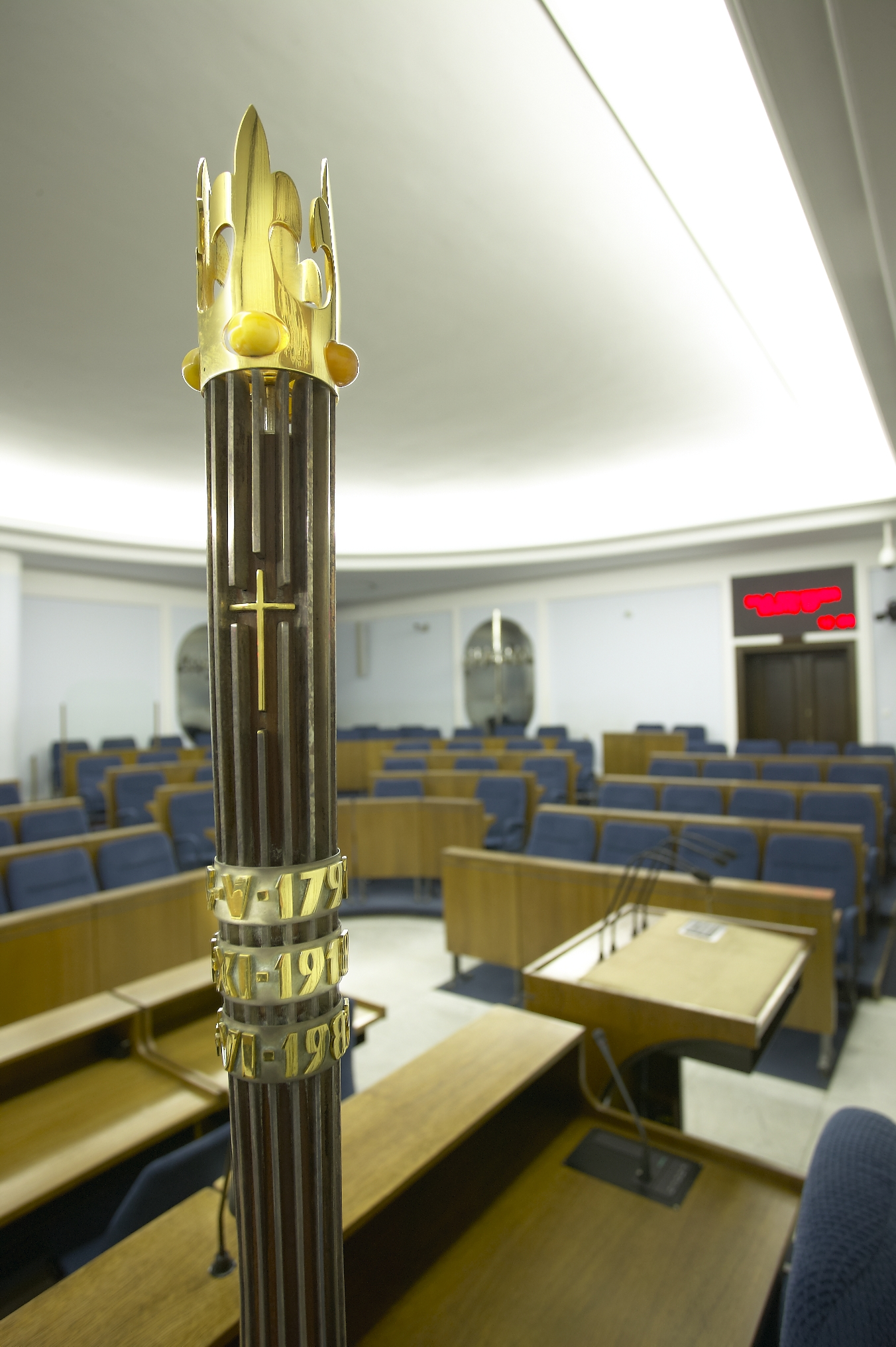
Laska Marszałka Senatu na Sali Obrad Senatu Rzeczypospolitej Polskiej

Laska marszałkowska – symbol władzy marszałków wielkich koronnych, sejmowych, sejmikowych i trybunalskich. Po raz pierwszy pojawiła się w Polsce w XIV wieku.
Był to obrobiony kij, mniej więcej wysokości dorosłego człowieka, ozdobiony okuciami, masą perłową, kością, drogimi kamieniami.
Była zwykle niesiona przed królem podczas uroczystych pochodów, z nią marszałek przewodniczył zgromadzeniom Sejmu i Senatu oraz ceremoniom dworskim. Miała nie tylko znaczenie symboliczne, często uderzaniem nią w podłogę marszałek uciszał zbyt burzliwie obradujących posłów.
Obecnie w polskim parlamencie marszałek Sejmu i marszałek Senatu posługują się nią tylko w dwóch sytuacjach: trzykrotne uderzenie laski marszałkowskiej w podłogę otwiera i zamyka obrady Sejmu i Senatu.
Zwrot „wnieść projekt do laski marszałkowskiej” oznacza – wnieść oficjalnie projekt ustawy lub uchwały do rozpatrzenia przez Sejm.